# War-Gods of the Deep
War-Gods of the Deep (también conocida como The City Under the Sea) es una película de ciencia ficción de 1965. Fue dirigida por Jacques Tourneur y protagonizada por Vincent Price, Tab Hunter y David Tomlinson. La trama se centra en el descubrimiento de una ciudad perdida ubicada en el fondo del mar, en las costas de Cornualles. Price es el capitán de un grupo de marineros que han vivido allí más de un siglo, debido a que las condiciones que presenta el lugar han aumentado su longevidad.
La película intentó sacar provecho de la serie de cintas de Edgar Allan Poe realizadas por Roger Corman y protagonizadas por Price. Con dicho objetivo fue titulada como un poema de Poe, The City Under the Sea, y se trató de utilizar la fórmula de aquellos trabajos, aunque la única conexión con el autor es la recitación del poema al final de la cinta.

## Reparto
- Vincent Price como Sir Hugh, el capitán.
- David Tomlinson como Harold Tufnell-Jones.
- Tab Hunter como Ben Harris.
- Susan Hart como Jill Tregillis.
- John Le Mesurier como el reverendo Jonathan Ives.
- Henry Oscar como Mumford.
- Derek Newark como Dan.
- Roy Patrick como Simon.